# Friedrich Roselius
Friedrich Roselius (* 16. Dezember 1876 in Bremen; † 11. Juni 1941 in Berlin-Charlottenburg) war ein deutscher Kaufmann und Bremer Kaffeeproduzent.

## Biografie
Roselius war der Sohn des Bremer Kaufmanns und Kaffee-Importeurs Dietrich Friedrich Rennig Roselius (1843–1902). Sein Bruder war der Unternehmer und Kaffee HAG-Gründer Ludwig Roselius (1874–1943), sein Sohn der Kommunikationswissenschaftler und Autor Ernst Roselius (1904–1941).
Roselius absolvierte die Realschule. Er machte seine Lehre in Hannover bei der Kaffeefirma Grote. Danach war er bei der väterlichen Firma Roselius & Co. beschäftigt. Er leitete die Firmenfiliale in London. Als der Vater 1902 unerwartet starb, übernahmen die Brüder Friedrich und Ludwig die Firmenleitung. Ludwig Roselius schied 1906 nach der Gründung von Kaffee HAG aus dem väterlichen Unternehmen aus, das von Friedrich Roselius weitergeführt wurde. Er war in den Aufsichtsräten verschiedener Firmen tätig. Von 1932 bis 1941 war er Aufsichtsratsvorsitzender der Focke-Wulf-Flugzeugbau AG. Am 21. Dezember 1937 beantragte er die Aufnahme in die NSDAP und wurde rückwirkend zum 1. Mai desselben Jahres aufgenommen (Mitgliedsnummer 5.631.248). Er war Mitgründer und von 1931 bis 1934 Präsident des Rotary Club zu Bremen.